# Liste der Monuments historiques in Pitgam
Die Liste der Monuments historiques in Pitgam führt die Monuments historiques in der französischen Gemeinde Pitgam auf.

## Liste der Bauwerke
| Bezeichnung       | Beschreibung                  | Standort               | Kennzeichnung | Schutzstatus | Datum | Bild |
| ----------------- | ----------------------------- | ---------------------- | ------------- | ------------ | ----- | ---- |
| Kirche St-Folquin | Erbaut ab dem 11. Jahrhundert | Rue de l’Église (Lage) | PA59000128    | Inscrit      | 2006  |      |